# Théophile Cart
 (octobre 2020).
Si vous disposez d'ouvrages ou d'articles de référence ou si vous connaissez des sites web de qualité traitant du thème abordé ici, merci de compléter l'article en donnant les références utiles à sa vérifiabilité et en les liant à la section « Notes et références ».
Pour les articles homonymes, voir Cart (homonymie).
Théophile Cart, né le 31 mars 1855 dans le bourg de Saint-Aulaye situé sur la commune de Saint-Antoine-de-Breuilh (Dordogne) et mort le 21 mai 1931 à Paris, est un linguiste et espérantiste français.

## Biographie
Théophile Cart est le fils d'un pasteur protestant, et l'aîné d'une famille de cinq enfants. 
Il obtient l'agrégation d'allemand en 1885 et exerce comme lecteur de langue française à l'université d'Uppsala en Suède en 1891-1892. Professeur à l’École alsacienne puis au lycée Henri IV à Paris (1892-1921) et à l’École libre des sciences politiques (1893-1931), il est connu pour avoir fondé en 1904 l'imprimerie et la librairie Presa Esperanta Ligilo. 
En 1903, il prononce à Amiens un discours qui marque la naissance de la Société espérantiste de la ville. Jules Verne s'en fait écho dans son roman inachevé Voyage d'études en le mentionnant au chapitre III. 
Vice-président de la Société française pour la propagation de l'espéranto (1905-1909), il est en 1905 un des principaux défenseurs du Fundamento, livre statuant sur les bases de la langue. 
Il collabore à la revue Lingvo Internacia et en devient rédacteur en chef en 1908. En 1912, il est élu Président de la Société française d'espéranto et, en 1920, de la Société linguistique de Paris et de l'Académie d’espéranto (1920-1931) . 
Il organise en 1921 le premier congrès international des aveugles espérantistes à Prague. 
Partisan de l'orthodoxie de la langue espéranto, il prend part aux controverses sur les questions de morphologie et de syntaxe qui agitaient les cercles espérantophones au début du siècle, ainsi qu'aux polémiques qui mirent alors en péril l'unité du mouvement espérantophone.
Son plus grand mérite, il l’acquiert pendant la crise de 1907-1908 quand l’apparition de l’ido menace de diviser le mouvement espérantophone. Il mit alors toute son énergie, toutes ses capacités et tout son tempérament à éviter le schisme. Il y réussit grâce ses insistantes mises en garde des risques encourus pour la langue de changements incessants. Depuis ce moment et ensuite en tant que président de l’Académie d’espéranto il se bat sans cesse contre tout changement qui — selon son jugement — n’est pas le résultat d’une évolution naturelle.
Il meurt le 21 mai 1931 à Paris et est inhumé le 23 mai au cimetière du Père-Lachaise (96e division).

## Œuvres
Cart a écrit de nombreux articles, rapports, brochures et livres :  
- 1902 : Espéranto en dix leçons
- 1903 : Vocabulaire espéranto-français et français-espéranto
- 1906 : Espéranto Radikaro
- 1907 : Rapport au sujet de l'espéranto au ministre de l'Instruction publique
- 1908 : ( Dresdeno,  15-23 Aŭgusto 1908, 4a Internacia Kongreso de Esperantistoj, Ifigenio en Taŭrido prezentata en la Reĝa Operdomo sub direktado de Sro Emanuelo Reicher : ) Pri " Ifigenio en Taŭrido "  : La du redaktaĵoj de Ifigenio, en prozo kaj en versoj ; La influo de Italujo, Paris : Presa Esperantista Societo, 11 p.
- 1912 : Plena klasika libro
- 1913-1917 : Biletoj de Blankbarbulo
- 1927 : Vortoj de Profesoro Cart
- 1927 : Pri Landnomoj